# Costantino II di Grecia
Costantino II di Grecia (in greco Κωνσταντίνος Βʹ της Ελλάδας?); Psichiko, 2 giugno 1940 – Atene, 10 gennaio 2023) è stato l'ultimo re di Grecia dal 6 marzo 1964 al 1º giugno 1973.
Fu conosciuto anche come Costantino XIII come continuazione degli imperatori bizantini, visto che l'ultimo imperatore fu Costantino XI Paleologo e il nonno di Costantino II, Costantino I, aveva preso il nome di Costantino XII per proclamarsi così continuatore della dinastia regnante dell'Impero romano d'Oriente. Vinse la medaglia d'oro come velista alle Olimpiadi di Roma del 1960.

## Biografia

### Infanzia
Costantino nacque nel 1940 ad Atene, figlio di Paolo di Grecia e Federica di Hannover; al momento della nascita, sul trono greco sedeva lo zio Giorgio II, di conseguenza i suoi genitori erano gli eredi al trono. Costantino era nipote del re Costantino I di Grecia, della regina Sofia, nata quale principessa prussiana, di Ernesto Augusto di Brunswick e di Vittoria Luisa, Costantino quindi era discendente, sia per via materna che paterna, della Regina Vittoria. Aveva altre due sorelle, Sofia, nata nel 1938 e futura regina di Spagna e Irene, nata nel 1942.
Ad appena un anno dalla nascita del principe, la famiglia reale dovette abbandonare Atene a causa dell'invasione dell'Asse, rifugiandosi prima a Creta e poi presso l'Egitto, per poi andare definitivamente in Sudafrica. Quattro anni dopo, nel 1945, la guerra finì e così i reali poterono ritornare in patria, ma nel 1947 Giorgio II morì ed il fratello Paolo divenne Re di Grecia e così Costantino divenne Principe ereditario all'età di sei anni.

### Educazione e Roma 1960
Costantino e le sorelle furono cresciuti in modo relativamente semplice, instaurando uno stretto rapporto con i propri genitori, avendo comunque alcuni governanti e tutori britannici; Costantino parlava inglese in famiglia, sapendo comunque fluentemente il greco. Ricevette l'educazione di un erede al trono: frequentò il liceo Anávryta a Marousi, nord-est di Atene, prestando poi servizio nelle tre Regie forze armate greche, Esercito, Marina ed Aeronautica, frequentando le accademie militari. Andò poi in Germania Ovest per frequentare la "NATO Air Force Special Weapons" per poi ritornare nel suo paese, per andare all'Università di Atene, dove seguì alcuni corsi nella facoltà di giurisprudenza. Nel 1955 il padre lo insignì del titolo di Duca di Sparta.
Il Principe era un abile sportivo, il padre gli regalò nel 1958 una barca a vela per natale, cominciando ad allenarsi nel Golfo Saronico. Alcuni mesi dopo la Marina greca gli regalò un'altra barca a vela, di nome Dragon, con la quale Costantino partecipò ai Giochi Olimpici del 1960, che si tennero a Roma, fu anche il portabandiera della squadra greca durante la cerimonia dell'apertura. Costantino gareggiò e vinse una medaglia d'oro olimpica, classe Dragoni, la prima medaglia d'oro greca dai giochi del 1912, celebrati a Stoccolma.

### Ascesa al trono
All'inizio degli anni '60 la salute di re Paolo peggiorò, gli fu infatti diagnosticato un cancro allo stomaco e venne quindi sottoposto ad un intervento chirurgico per un'ulcera a febbraio 1964. Costantino fu nominato reggente in attesa di una guarigione del padre, durante questo periodo si limitò a firmare alcuni decreti e nominare membri del governo, oltre ad accettarne le dimissioni dei precedenti di quest'ultimi. Il 6 marzo 1964 re Paolo di Grecia morì ed il figlio ventritreenne gli succedette come Costantino II, re degli Elleni, o anche Costantino XIII che sottolineava la continuità dei sovrani dell'Impero Bizantino. Il 23 marzo il nuovo sovrano prestò giuramento davanti al parlamento, per poi essere investito della carica di Capo delle forze armate, acquistando i gradi più alti, come quello di Feldmaresciallo per l'esercito.
Essendo molto giovane, Costantino era visto come un sovrano del cambiamento, governante di una nazione che stava ancora risentendo degli effetti della guerra civile. Inoltre la società greca era fortemente divisa in due correnti di pensiero, ovvero la destra monarchica conservatrice e la sinistra liberale socialista. Poco prima che Costantino sedette sul trono, vi fu l'elezione del centrista Geōrgios Papandreou che fu nominato Primo ministro nel febbraio 1964, dopo 11 anni di governo del partito "Unione Radicale Nazionale (ERE) ". La popolazione sperava che i nuovi vertici della nazione, re e capo del governo, sarebbero stati di riportare la situazione nazionale stabile, superando dissensi passati. Lo stesso anno Costantino sposò la lontana cugina Anna Maria di Danimarca, figlia di Federico IX ed Ingrid di Svezia; l'evento, celebrato il 18 settembre, portò grande gioia nel paese.

### Matrimonio
Alla fine degli anni '50, Costantino, ancora principe ereditario, incontrò la principessa Anna Maria di Danimarca che era la figlia dei sovrani Federico IX ed Ingrid. I due si incontrarono diverse volte negli anni successivi, sia durante alcuni eventi reali sia quando Costantino si recava nella capitale danese; nel 1963 si fidanzarono e il 18 settembre 1964 si sposarono nella Cattedrale metropolitana dell'Annunciazione, ad Atene. Costantino ed Anna Maria erano terzi cugini, poiché discendevano entrambi da Cristiano IX di Danimarca, il quale era padre di Giorgio I di Grecia e di Federico VIII di Danimarca.
Costantino e Anna Maria ebbero cinque figli:
- Alessia (1965)
- Paolo (1967)
- Nicola (1969)
- Teodora (1983)
- Filippo (1986)

### Crisi del 1967
Dopo un breve periodo di stabilità, la situazione nazionale peggiorò e dal 1965 fino al 1967 ci fu un'alternanza di numerosi di governi, fino a quando una giunta militare prese il potere: nella notte fra il 20 e 21 aprile 1967, una serie di ufficiali, in particolare dei colonnelli, formarono un corpo militare e si recarono presso lo Stato Maggiore, informando il comandante in capo, Geōrgios Papadopoulos, che avrebbero compiuto un golpe e questi accettò e facilitò la situazione. Poco dopo si impadronirono dei centri di comunicazione, del Parlamento e del Palazzo reale, mentre le unità dei polizia arrestarono più di 10.000 persone, fra cui militari, politici o semplici cittadini che avevano mostrato simpatie per la sinistra.
I Colonnelli di recarono alle 5:30 da Costantino II, residente al Palazzo Tatoi che era stato circondato da dei carri armati, comandati dai rivoltosi. Il sovrano cercò di opporre resistenza e congedò i militari, in seguito, nella stessa giornata, raggiunse il Ministero della Difesa situato a nord del centro di Atene, che era diventato il centro della rivolta. Il re ebbe un colloquio con Kanellopoulos, che vi era trattenuto in stato di arresto, il quale cercò di convincerlo a interrompere qualsiasi dialogo con i golpisti e a denunciarli pubblicamente. Costantino decise di collaborare, giustificando la sua iniziale indecisione con la motivazione che, essendo rimasto isolato e quindi all'oscuro sulla situazione, non aveva potuto agire immediatamente. In seguito il monarca cercò di giustificare il suo atteggiamento affermando di aver cercato di prendere tempo per poter organizzare un contro-colpo nei confronti della Giunta militare.

### Fine della monarchia
Nel dicembre 1967 Costantino cercò di rovesciare il governo militare e di restaurare così la democrazia, organizzando infatti un contro golpe di Stato che però fallì e i sovrani, assieme ad altri membri della casa reale, dovettero lasciare la Grecia. Subito dopo il fallimento del contro golpe, Costantino lasciò Atene e partì per l'esilio, prima a Roma poi Danimarca, terra natale della moglie, infine Londra. Il 1 giugno 1973 Costantino II fu ufficialmente deposto dalla giunta, che proclamò la repubblica, scelta confermata da un plebiscito.

Un anno dopo però il governo dei Colonnelli cadde e ci fu il ritorno della democrazia; nel 1974 venne effettuato un nuovo referendum che segnò nuovamente la scelta repubblicana, col 69% dei voti. Il sovrano tornò temporaneamente ad Atene nel 2004, per le Olimpiadi come membro del Comitato Olimpico Internazionale.

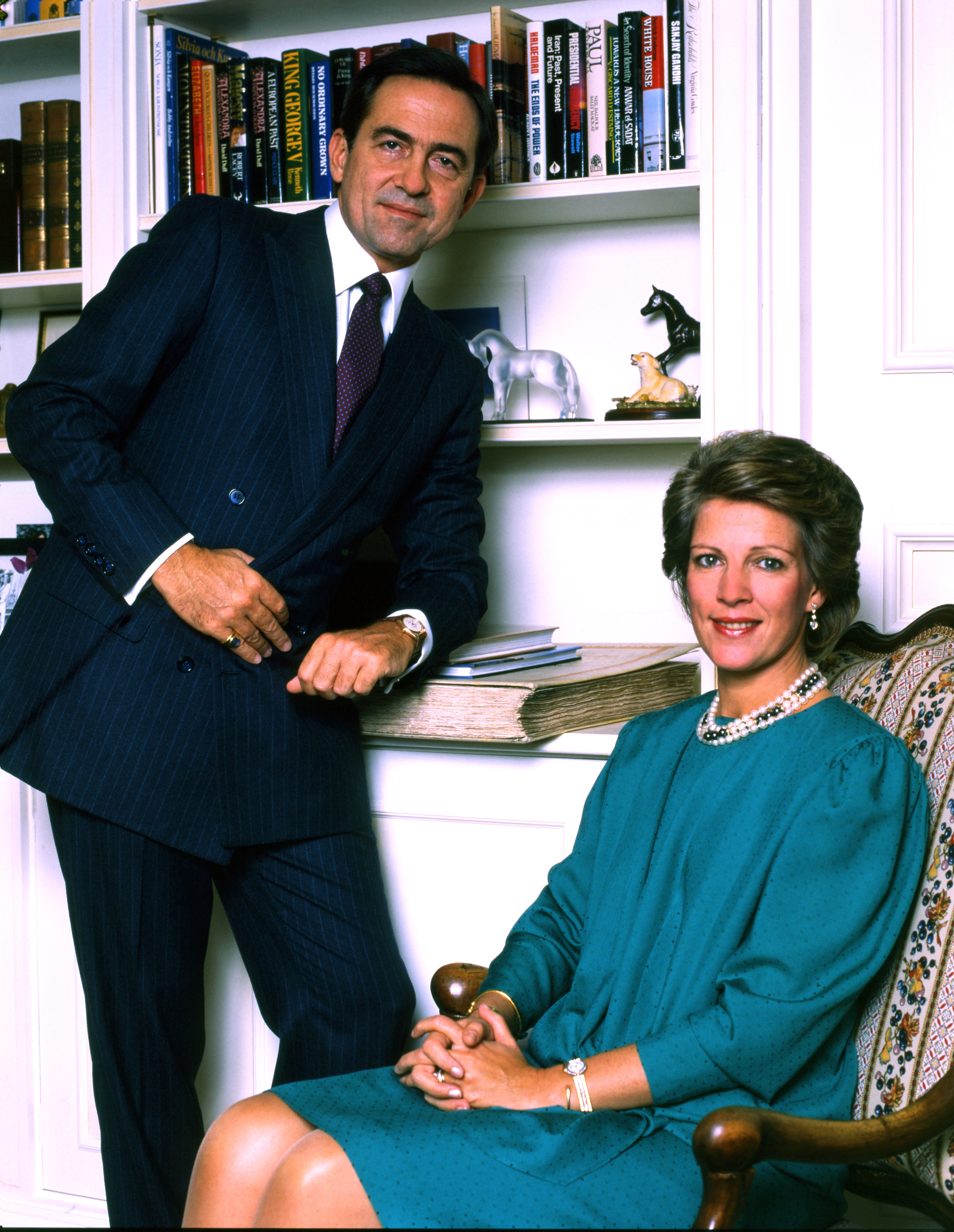
Costantino II e sua moglie Anna Maria fotografati da Allan Warren

### Ultimi anni e morte

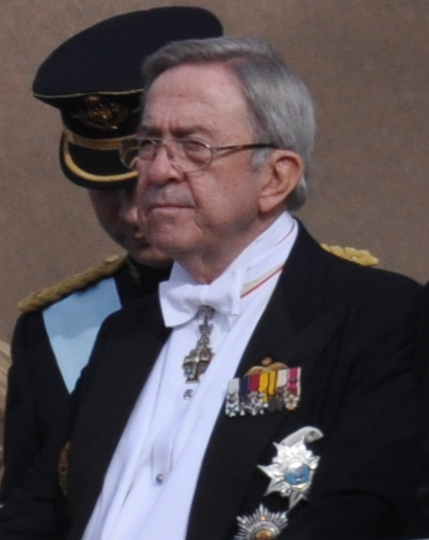
Costantino II nel 2010

Nel 2013 la coppia tornò a stabilirsi in Grecia, precisamente a Porto Heli, località portuale a Ermionida. Costantino II morì presso l'ospedale di Atene il 10 gennaio 2023 all'età di 82 anni a seguito di un ictus; gli succedette come pretendente al trono suo figlio Paolo.

## Discendenza

Costantino di Grecia e Anna Maria di Danimarca insieme ai figli Teodora e Filippo

Re Costantino e la moglie Anna Maria di Danimarca hanno cinque figli:
- Principessa Alessia di Grecia e Danimarca (Corfù, 10 luglio 1965), sposata il 9 luglio 1999 a Londra con Carlos Morales Quintana; hanno quattro figli:
  - Arrietta Morales y de Grecia (24 febbraio 2002)
  - Ana-Maria Morales y de Grecia (15 maggio 2003)
  - Carlos Morales y de Grecia (30 luglio 2005)
  - Amelia Morales y de Grecia (26 ottobre 2007)
- Paolo, Principe della Corona di Grecia e Principe di Danimarca (Atene, 20 maggio 1967), sposato il 1º luglio 1995 con Marie-Chantal Miller; hanno cinque figli:
  - Principessa Maria-Olimpia (New York, 25 luglio 1996)
  - Principe Costantino-Alessio (New York, 29 ottobre 1998)
  - Principe Achille-Andrea (New York, 12 agosto 2000)
  - Principe Odisseo-Kimon (Londra, 17 settembre 2004)
  - Principe Aristide-Stavros (Londra, 29 giugno 2008)
- Principe Nicola di Grecia e Danimarca (Roma, 1º ottobre 1969), sposato con Tatiana Blatnik il 25 agosto 2010, successivamente con Chrysí Vardinogianni il 7 febbraio 2025
- Principessa Teodora di Grecia e Danimarca (Londra, 9 giugno 1983), sposata con Matthew Kumar il 28 settembre 2024
- Principe Filippo di Grecia e Danimarca (Londra, 26 aprile 1986), sposato con Nina Flohr il 12 dicembre 2020

## Ascendenza
|                                  |                                     |                                                                | Genitori                                                    |  |  | Nonni |  |  | Bisnonni            |  |  | Trisnonni                 |  |
|                                  |                                     |                                                                |                                                             |  |  |       |  |  | Giorgio I di Grecia |  |  | Cristiano IX di Danimarca |  |
|                                  |                                     |                                                                |                                                             |  |  |       |  |  | Giorgio I di Grecia |  |  | Cristiano IX di Danimarca |  |
|                                  |                                     | Luisa d'Assia-Kassel                                           |                                                             |  |  |       |  |  | Giorgio I di Grecia |  |  |                           |  |
| Costantino I di Grecia           |                                     |                                                                |                                                             |  |  |       |  |  | Giorgio I di Grecia |  |  |                           |  |
|                                  |                                     | Olga Konstantinovna di Russia                                  | Konstantin Nicolaevič di Russia                             |  |  |       |  |  |                     |  |  |                           |  |
|                                  |                                     | Olga Konstantinovna di Russia                                  | Konstantin Nicolaevič di Russia                             |  |  |       |  |  |                     |  |  |                           |  |
|                                  |                                     | Olga Konstantinovna di Russia                                  | Alessandra di Sassonia-Altenburg                            |  |  |       |  |  |                     |  |  |                           |  |
| Paolo I di Grecia                |                                     | Olga Konstantinovna di Russia                                  |                                                             |  |  |       |  |  |                     |  |  |                           |  |
|                                  |                                     | Federico III di Germania                                       | Guglielmo I di Germania                                     |  |  |       |  |  |                     |  |  |                           |  |
|                                  |                                     | Federico III di Germania                                       | Guglielmo I di Germania                                     |  |  |       |  |  |                     |  |  |                           |  |
|                                  |                                     | Federico III di Germania                                       | Augusta di Sassonia-Weimar-Eisenach                         |  |  |       |  |  |                     |  |  |                           |  |
| Sofia di Prussia                 |                                     | Federico III di Germania                                       |                                                             |  |  |       |  |  |                     |  |  |                           |  |
|                                  |                                     | Vittoria di Gran Bretagna                                      | Alberto di Sassonia-Coburgo-Gotha                           |  |  |       |  |  |                     |  |  |                           |  |
|                                  |                                     | Vittoria di Gran Bretagna                                      | Alberto di Sassonia-Coburgo-Gotha                           |  |  |       |  |  |                     |  |  |                           |  |
|                                  |                                     | Vittoria di Gran Bretagna                                      | Vittoria del Regno Unito                                    |  |  |       |  |  |                     |  |  |                           |  |
| Costantino II di Grecia          |                                     | Vittoria di Gran Bretagna                                      |                                                             |  |  |       |  |  |                     |  |  |                           |  |
|                                  | Ernesto Augusto, duca di Cumberland | Giorgio V di Hannover                                          |                                                             |  |  |       |  |  |                     |  |  |                           |  |
|                                  | Ernesto Augusto, duca di Cumberland | Giorgio V di Hannover                                          |                                                             |  |  |       |  |  |                     |  |  |                           |  |
|                                  | Ernesto Augusto, duca di Cumberland | Maria di Sassonia-Altenburg                                    |                                                             |  |  |       |  |  |                     |  |  |                           |  |
| Ernesto Augusto III di Brunswick | Ernesto Augusto, duca di Cumberland |                                                                |                                                             |  |  |       |  |  |                     |  |  |                           |  |
|                                  |                                     | Thyra di Danimarca                                             | Cristiano IX di Danimarca                                   |  |  |       |  |  |                     |  |  |                           |  |
|                                  |                                     | Thyra di Danimarca                                             | Cristiano IX di Danimarca                                   |  |  |       |  |  |                     |  |  |                           |  |
|                                  |                                     | Thyra di Danimarca                                             | Luisa d'Assia-Kassel                                        |  |  |       |  |  |                     |  |  |                           |  |
| Federica di Hannover             |                                     | Thyra di Danimarca                                             |                                                             |  |  |       |  |  |                     |  |  |                           |  |
|                                  |                                     | Guglielmo II di Germania                                       | Federico III di Germania                                    |  |  |       |  |  |                     |  |  |                           |  |
|                                  |                                     | Guglielmo II di Germania                                       | Federico III di Germania                                    |  |  |       |  |  |                     |  |  |                           |  |
|                                  |                                     | Guglielmo II di Germania                                       | Vittoria di Gran Bretagna                                   |  |  |       |  |  |                     |  |  |                           |  |
| Vittoria Luisa di Prussia        |                                     | Guglielmo II di Germania                                       |                                                             |  |  |       |  |  |                     |  |  |                           |  |
|                                  |                                     | Augusta Vittoria di Schleswig-Holstein-Sonderburg-Augustenburg | Federico VIII di Schleswig-Holstein-Sonderburg-Augustenburg |  |  |       |  |  |                     |  |  |                           |  |
|                                  |                                     | Augusta Vittoria di Schleswig-Holstein-Sonderburg-Augustenburg | Federico VIII di Schleswig-Holstein-Sonderburg-Augustenburg |  |  |       |  |  |                     |  |  |                           |  |
|                                  |                                     | Augusta Vittoria di Schleswig-Holstein-Sonderburg-Augustenburg | Adelaide di Hohenlohe-Langenburg                            |  |  |       |  |  |                     |  |  |                           |  |
|                                  |                                     | Augusta Vittoria di Schleswig-Holstein-Sonderburg-Augustenburg |                                                             |  |  |       |  |  |                     |  |  |                           |  |

### Ascendenza patrilineare
1. Elimar I, conte di Oldenburg, *1040 †1112
2. Elimar II, conte di Oldenburg, *1070 †1142
3. Cristiano I, conte di Oldenburg, *1123 †1167
4. Maurizio I, conte di Oldenburg, *1150 †1209
5. Cristiano II, conte di Oldenburg, *1175 †1233
6. Giovanni I, conte di Oldenburg, *1204 †1270
7. Cristiano III, conte di Oldenburg, *1231 †1285
8. Giovanni II, conte di Oldenburg, *1270 †1316
9. Corrado I, conte di Oldenburg, *1302 †1347
10. Cristiano V, conte di Oldenburg, *1342 †1399
11. Dietrich, conte di Oldenburg, *1390 †1440
12. Cristiano I, re di Danimarca, Norvegia e Svezia, *1426 †1481
13. Federico I, re di Danimarca e Norvegia, *1471 †1533
14. Cristiano III, re di Danimarca e Norvegia, *1503 †1559
15. Giovanni, duca di Schleswig-Holstein-Sonderburg, *1545 †1622
16. Alessandro, duca di Schleswig-Holstein-Sonderburg, *1573 †1627
17. Augusto Filippo, duca di Schleswig-Holstein-Sonderburg-Beck, *1612 †1675
18. Federico Luigi, duca di Schleswig-Holstein-Sonderburg-Beck, *1653 †1728
19. Pietro Augusto, duca di Schleswig-Holstein-Sonderburg-Beck, *1697 †1775
20. Carlo Antonio Augusto, duca di Schleswig-Holstein-Sonderburg-Beck, *1727 †1759
21. Federico Carlo Ludovico, duca di Schleswig-Holstein-Sonderburg-Beck, *1757 †1816
22. Federico Guglielmo, duca di Schleswig-Holstein-Sonderburg-Glücksburg, *1785 †1831
23. Cristiano IX, re di Danimarca, *1818 †1906
24. Giorgio I, re degli Elleni, *1845 †1913
25. Costantino I, re degli Elleni, *1868 †1923
26. Paolo I, re degli Elleni, *1901 †1964
27. Costantino II, re degli Elleni, *1940 †2023